# Museu da Educação do Distrito Federal
O Museu da Educação do Distrito Federal (MUDE) é um museu dedicado a educação localizado em Brasília. Ele é fruto do projeto de pesquisa Memória da Educação do Distrito Federal da Universidade de Brasília, desenvolvido no âmbito da Faculdade de Educação ao longo de mais de vinte anos.  
Atualmente, funciona no Campus Universitário Darcy Ribeiro, da Universidade de Brasília (UnB), instituição que guarda seu acervo, até que o novo prédio esteja pronta. Sua sede definitiva ficará na Candangolândia, onde ficava a primeira escola pública do Distrito Federal, a Escola Júlia Kubitschek - cujo projeto arquitetônico será usado para construir a sede, adaptando as necessidades do museu. 

## Sobre

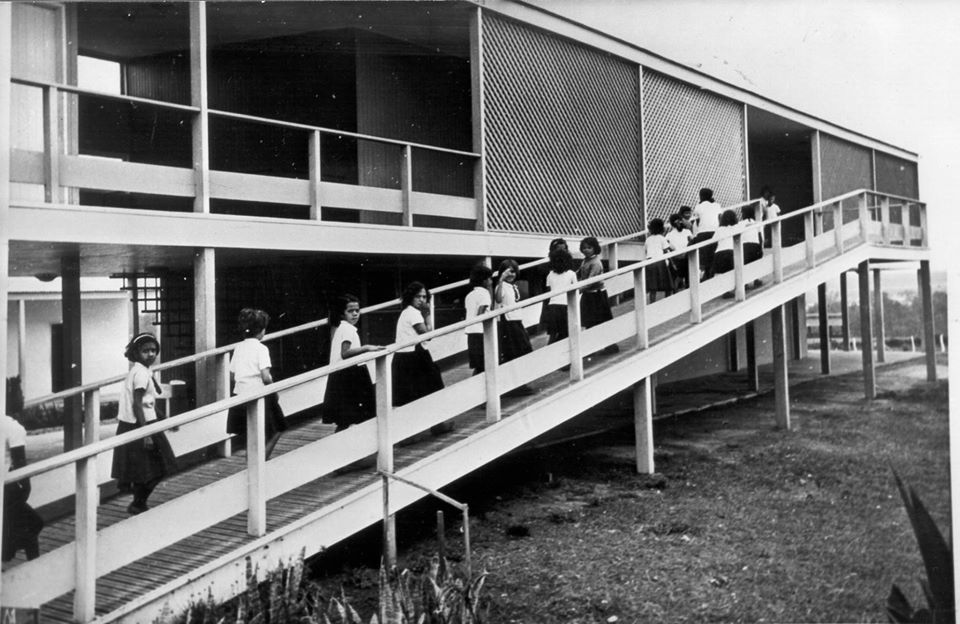
Crianças subindo a rampa da Escola Júlia Kubitschek, em Brasília, no ano de 1957. A foto pertence ao Arquivo Público do Distrito Federal.

Trata-se de um projeto educativo e cultural que tem, entre as suas finalidades, revelar histórias de pioneirismo, utopia e coragem presentes na construção do Sistema de Ensino de Brasília. É um espaço de memória, integrado por exposições interativas, fotografias, filmes, vídeos, livros, documentos, mobiliário e objetos educacionais de época; aberto ao debate e à realização de cursos e seminários, ao desenvolvimento de atividades lúdicas, mas também, um local de construção identitária da comunidade.
O Museu da Educação desenvolve ações educativas junto à comunidade, com objetivo de valorizar o patrimônio cultural, nas suas mais diversas manifestações, contribuindo para a formação e fortalecimento das raízes do povo brasiliense.
No campo da pesquisa, dispõe de diversos artigos acadêmicos e dois livros da trilogia sobre a educação, publicados pela Editora UnB – Nas Asas de Brasília: memórias de uma utopia educativa (1956-1964), em 2011, e Anísio Teixeira e seu legado à educação do Distrito Federal: História e Memória, em 2018. O terceiro livro dessa trilogia encontra-se em fase de revisão.
O Museu da Educação tem a missão de preservar, salvaguardar e difundir a memória da educação do Distrito Federal, com vistas a fortalecer a identidade da escola e do professor e contribuir para a qualidade e renovação dos processos educativos, em benefício da cidade e da educação brasiliense.
Atualmente, o Museu da Educação funciona no Campus Universitário Darcy Ribeiro, da Universidade de Brasília (UnB), instituição guardiã do seu acervo, até que a sede seja construída.

## Sede definitiva
Um sonho antigo dos professores e entusiastas da educação é a sede definitiva do museu. A ideia é que ele fique perto do local original e com o mesmo desenho arquitetônico da primeira escola do Distrito Federal, a Escola Júlia Kubitschek, projetada pelo arquiteto Oscar Niemeyer, mantendo suas características arquitetônicas externas por se tratar de um projeto histórico dos primórdios de Brasília, com adaptações internas para abrigar o Museu. No local original da escola fica o Centro de Ensino Médio Júlia Kubitschek. 
A escola ficará no Parque Ecológico e Vivencial da Candangolândia, em área de vinte mil metros quadrados cedida pelo Instituto do Meio Ambiente e dos Recursos Hídricos (IBRAM) à Secretaria de Estado de Educação do Distrito Federal.

### Marca do Museu da Educação do Distrito Federal
|                                                                        |  |                                                                                                  |
| A logo do museu é inspirada na arquitetura da Escola Júlia Kubitschek. |  | A Escola Júlia Kubitschek foi a primeira escola do Distrito Federal. Imagem do Arquivo Nacional. |

A logo do Museu da Educação do Distrito Federal é inspirada na arquitetura da Escola Júlia Kubitschek. A escola foi projetada pelo arquiteto Oscar Niemeyer e aberta em 18 de outubro de 1957. Sua estrutura fundia pilotis com elementos tradicionais como varandas e treliças de madeira. Seu traçado assemelhava-se ao do Palácio do Catetinho, que também havia sido recentemente construído, também em madeira, para servir de residência provisória do Presidente da República. A semelhança entre estas edificações concedeu a essa escola o título de “Catetinho da Educação” denotando a importância que se atribuía ao projeto educacional que se instalava na nova Capital.
Por conta da relevância e do simbolismo da escolinha, a logo do Museu foi inspirada nela, que será a estrutura do edifício que dará origem ao Museu. 